# Castell de Fadrell
El Castell de Fadrell, també anomenat Castell Vell, Castell de la Magdalena, dels Moros o de Sas se situa al terme municipal de Castelló de la Plana, al País Valencià. Es tracta d'un castell d'origen musulmà construït entre els segles xi i xiii. En l'actualitat està en ruïnes, encara que se serven restes dels quatre recints.

## Descripció
El castell de Fadrell és una fortalesa militar d'origen musulmà, que està ubicat en el tossal de la Magdalena, al costat dels imponents relleus de la serra del desert de les Palmes, al nord del municipi de Castelló de la Plana, en la comarca de la Plana Alta. Situat a només 7 quilòmetres de la ciutat de Castelló de la Plana. Sobre aquest cim i rodejat de muralles històriques, es pot apreciar visualment tota la Plana.
El castell, de forma irregular, disposava de quatre recintes que s'adapten al terreny de manera escalonada. En el recinte superior es localitza l'alcassaba, amb tres torres semicirculars, i es conserven també restes de muralles i aljubs. El recinte intermedi, l'albacar, que conté l'anterior, compta amb unes altres tres torres i en ell se situa l'ermitori de la Magdalena.

Primer recinte: l'alcassaba o recinte fortificat, de forma poligonal, composta per: torre de l'homenatge. torre tipus gaveta, adossada a la muralla; torre del nord-oest, destacada per les seues sageteres; torre del sud-oest i torre del sud-est, que estan totalment en ruïnes. Mentre que la torre barbacana del nord-oest assegurava l'entrada al lloc, amb sageteres.
Segon recinte: va ser l'albacar (lloc de cria de vaques) regularment gran, està composta per: la torre barbacana, que és el campanar de l'ermita de la Magdalena, amb estructura cilíndrica i pinyonat; l'ermita de Santa Magdalena, construïda sobre l'aljub del castell, excavada en roca, les posades de la qual han sigut desenrotllades en èpoques diferents, la capella i estable en el segle xv, la cuina i l'aljub en el segle xvii, i des del xviii roman en l'estat actual. La muralla de l'oest, el llenç més ben conservat del castell.
Tercer recinte: on destaca la gran torre de tapiador, que s'ubica en la part nord-oest.
Quart recinte: que està compost per les muralles exteriors del castell, en la fabricació del qual destaca la tècnica de tapiador.

## Història
Els seus orígens es troben entre els segles x i xi. Fou ocupat pel Cid i pel rei aragonès Pere el Catòlic. Després va ser sotmès pels almoràvits. A mitjan any 1172 les terres de Fadrell varen ser tributàries d'Alfons el Cast, qui, amb posterioritat, les va lliurar al bisbe de Tortosa. El Castell de Fadrell va ser reconquistat en 1233 per Jaume el Conqueridor.
L'actual ciutat de Castelló té el seu origen en aquest antic emplaçament musulmà, el qual, una volta conquistat per Jaume I i perduda la seua importància estratègica militar, va ser abandonat, en preferir els seus pobladors la riquesa i comoditat de la fèrtil plana que s'estenia als seus peus. L'any 1252 es fundà la nova ciutat de Castelló de la Plana, que prosperà ràpidament.

## El nom de Fadrell
El nom Fadrell ve del nom que es donava a les petites comunitats rurals musulmanes en forma d'alqueries repartides al llarg de la comarca, i és el topònim àrab (derivat de khadral 'verdeta') més antic que es conserva a la comarca.

## Protecció
El Castell de Fadrell està sota la protecció de la declaració genèrica del Decret del 22 d'abril de 1949, i la Llei 16/1985 sobre el Patrimoni Històric Espanyol.